# Лущув-Другий
Лущув-Другий (пол. Łuszczów Drugi) — село в Польщі, у гміні Вулька Люблінського повіту Люблінського воєводства.
Населення — 637 осіб (2011).

## Демографія
Демографічна структура станом на 31 березня 2011 року:
|          | Загалом | Допрацездатний вік | Працездатний вік | Постпрацездатний вік |
| -------- | ------- | ------------------ | ---------------- | -------------------- |
| Чоловіки | 308     | 75                 | 197              | 36                   |
| Жінки    | 329     | 75                 | 188              | 66                   |
| Разом    | 637     | 150                | 385              | 102                  |